# Rutger Jan Schimmelpenninck
Rutger Jan Schimmelpenninck, född 31 oktober 1761 i Deventer, död 15 februari 1825 i Amsterdam, var en nederländsk greve och statsman.
Schimmelpenninck var först advokat i Amsterdam, blev vid fransmännens erövring av Holland 1795 ledamot av Bataviska republikens nationalförsamling samt utnämndes till ambassadör 1798 i Paris och 1801 i London. Då han 1803 förgäves sökt bevara Hollands neutralitet, avgick han från sitt ämbete, men blev 1805 av Napoleon I som rådspensionär ställd i spetsen för Bataviska republikens regering, men drog sig tillbaka redan 1806, då Napoleon beslutat förvandla Nederländerna till ett kungarike. Han blev vid Nederländernas införlivande i Frankrike (1810) greve och senator samt ingick vid bildandet av kungariket Nederländerna (1815) som ledamot av Generalstaternas första kammare.